# Festival de Málaga 2003
La 6.ª edición del Festival de Málaga se celebró del 25 de abril al 3 de mayo de 2003 en Málaga, España.

## Jurados

### Sección oficial
- Andrea Occhipinti
- Ramón Salazar
- Leonor Watling
- Jaume Figueras
- Edmundo Gil

## Palmarés
- Primer premio (a la mejor película): Torremolinos 73, de Pablo Berger
- Premio Especial del Jurado: Tiempo de tormenta, de Pedro Olea
- Premio a la mejor dirección: Pablo Berger por Torremolinos 73
- Premio a la mejor interpretación femenina: Candela Peña por Torremolinos 73
- Premio a la mejor interpretación masculina: Javier Cámara por Torremolinos 73
- Premio al mejor guion: Joaquín Górriz y Miguel Ángel Fernández, por Tiempo de tormenta
- Premio a la mejor música: Francesc Gener, por Palabras encadenadas
- Premio a la mejor fotografía: Xavier Jiménez, por Palabras encadenadas
- Premio del público: Dos tipos duros, de Juan Martínez Moreno
- Menciones especiales: Al conjunto de los jóvenes de la Planta 4ª y a la joven de la planta 6ª, así como a Mariola Fuentes por su ductilidad demostrada en películas cómicas como Hotel Danubio y Dos tipos duros

## Premiados
- Homenajeado: Juan Antonio Bardem
- Premio Retrospectiva: Manuel Gutiérrez Aragón
- Premio Málaga: Imanol Arias
- Premio Ricardo Franco: Reyes Abades